# Charlie Buchan
Charles Murray „Charlie“ Buchan (* 22. September 1891 in Plumstead, London; † 25. Juni 1960 in Monte Carlo) war ein englischer Fußballspieler und Journalist.

## Sportlicher Werdegang
Buchan spielte zunächst als Amateur bei seinem Heimatverein Woolwich Arsenal, dem er sich im Dezember 1909 angeschlossen hatte. Obwohl er in der dortigen Reservemannschaft gute Leistungen zeigte, kam es zu einem Streit mit Trainer George Morrell in finanziellen Angelegenheiten, die dazu führten, dass Buchan die geplante Unterzeichnung eines Profivertrags verweigerte. Stattdessen heuerte er beim FC Leyton (nicht zu verwechseln mit dem heutigen Leyton Orient) an, bevor er dort vom AFC Sunderland entdeckt wurde, zu dem Buchan schließlich im März 1911 wechselte.
Der groß gewachsene und technisch versierte Mittelstürmer wurde an der Wearside schnell zu einer Legende und gewann mit seinem neuen Verein in der Saison 1912/13 die englische Meisterschaft. Den FA Cup – und damit das mögliche Double – verpasste er zudem durch eine 0:1-Endspielniederlage gegen Aston Villa nur knapp. Teile der Fachwelt bezeichneten ihn als den besten Spieler des Landes, was sich auch darauf stützte, dass er zwischen 1913 und 1924 in sieben aufeinander folgenden Spielzeiten (unterbrochen nur durch den Ersten Weltkrieg, als kein offizieller Spielbetrieb stattfand) stets der beste Torschütze des Vereins war. Mit 209 Toren besitzt er noch den Rekord für die meisten Treffer eines Spielers des AFC Sunderland. Für die englische Nationalmannschaft debütierte er im Jahre 1913 gegen Irland, kam aber insgesamt aufgrund der Kriegsunterbrechung auf nur sechs Einsätze für sein Land, bei denen ihm vier Tore gelangen.
Im fortgeschrittenen Alter von nun fast 34 Jahren schloss sich Buchan im Jahre 1925 erneut dem FC Arsenal – wie der Verein nun hieß – an. Arsenals Trainer Herbert Chapman bezahlte für die Verpflichtung 2.000 britische Pfund plus einer Prämie von 100 Pfund pro erzieltes Tor. Da Buchan auf Anhieb 20 Treffer gelangen, verdoppelte sich folgerichtig die Gebühr. Als mindestens ebenso wichtig stellte sich jedoch fortan Buchans Einfluss in taktischen Fragen heraus, als er gemeinsam mit Chapman das neue WM-System erfand, die eine elementare Neuausrichtung der Mannschaftstaktik infolge der veränderten Abseitsregel mit sich brachte. Buchan führte den Verein 1927 in das erste Pokalfinale in seiner Geschichte, verlor dort jedoch erneut, als Cardiff City die „Gunners“ – aufgrund eines schweren Torwartfehlers von Dan Lewis – mit 1:0 besiegen konnte. Nach dem Ende der Saison 1927/28, in der Buchan noch einmal trotz des hohen Alters von 36 Jahren 16 Tore gelangen, beendete er seine Karriere. Für Arsenal hatte er somit 56 Treffer in 120 Partien erzielt, was sich in seiner gesamten Karriere auf 257 Tore addierte. Damit ist er bis heute innerhalb der Football League der sechstbeste Torschütze aller Zeiten, was angesichts der langen Kriegspause umso höher einzustufen ist.

## Buchan als Journalist
Nach seinem Rücktritt betätigte sich Buchan als Journalist im Fußballbereich, arbeitete dort für die Daily News und den News Chronicle und erarbeitete eines der ersten Handbücher für die Trainingsarbeit im Fußball. Zudem engagierte er sich als Kommentator für den Rundfunksender BBC. Im Jahre 1947 gehörte er zu den Gründungsmitgliedern der Fußballjournalisten-Vereinigung Football Writers’ Association (FWA) und gab von 1949 an bis zu seinem Tod mit dem „Charles Buchan's Football Monthly“ eine eigene Fußballzeitschrift heraus. Im Alter von 68 Jahren verstarb er, während er sich im Jahre 1960 im Urlaub in Monte Carlo befand.

## Erfolge
- Englischer Meister: 1913